# ويندي كوبيرن
ويندي كوبيرن هي نحّاتة كندية، ولدت في 1963، وتوفيت في 2015 في تورونتو في كندا.